# Stephen Hunt
Stephen Patrick Hunt (Portlaoise, 1 de agosto de 1981) é um ex-futebolista irlandês, que atuava como meia.

## Carreira
Jogou anteriormente no Brentford, Crystal Palace, Reading, Hull City e Wolverhampton Wanderers
Tornou-se mais conhecido após envolver-se, em 14 de outubro de 2006, em uma disputa de bola na qual o goleiro Petr Cech teve um traumatismo craniano, passando a jogar com uma proteção ao redor da cabeça, após sua recuperação.